# Шацкий кремль
Шацкий кремль — историческое ядро Шацка, самая восточная крепость Большой засечной черты, основанная в 1553 году по указу Ивана Грозного. Она перекрывала так называемые Шацкие ворота — безлесный промежуток, которым пользовались крымские татары и ногайцы для вторжений в мещерские и рязанские земли.

## История
После царского распоряжения, отданного весной 1553 года, новая крепость была построена уже к августу. Согласно записи в Разрядной книге, его строительством руководил воевода Борис Сукин, а для «береженья» были присланы воеводы Дмитрий Шастунов и Степан Сидоров. В 1594 году набег на Шацк совершил 8-тысячный отряд ногайцев, однако их приступы к острогу, обороняемому князем Владимиром Клубковым-Мосальским, оказались тщетными. Вплоть до 1640-х годов татарские отряды неоднократно вторгались в Шацкий уезд. В 1610 году в Шацке дважды успешно противостоял осадам польско-литовских интервентов воевода Мирон Вельяминов-Зернов, а в 1612 году сам успешно осаждал город, объявивший о верности атаману Ивану Заруцкому и Лжедмитрию III. В 1618 году Шацк подвергся нападению запорожских казаков гетмана Петра Конашевича-Сагайдачного. В 1670 году Шацк успешно оборонил от разинцев, возглавляемых атаманом Михаилом Харитоновым, царский воевода Яков Хитрово.
В последней четверти XVIII века деревянные стены и башни Шацкой крепости окончательно прекратили существование, а на рубеже веков при перестройке города были срыты валы кремля. Стоявший в центре бывшего кремля Воскресенский собор был впоследствии перестроен в камне и сохранился до наших дней, но в 1930-е годы был обезглавлен и в дальнейшем служил как автовокзал.

## Описание
Согласно описи второй половины XVII века,  Шацкая крепость состояла из четырёх частей: кремля (рубленого города), примыкавшего к нему Большого острога, а также из укреплений вокруг Стрелецкой и Чёрной слобод, и Косого острога. Кремль стоял на высоком клиновидном мысу при впадении в реку Шачу Гребнева оврага. Ныне это место известно как Соборная гора. Кремль имел две проездные, четыре глухие башни и протяжённость стен 901 м. Внутри него находились соборная церковь, воеводский двор, приказная изба, пороховой погреб и другие казённые постройки.
Стена Большого острога имела протяжённость 740 м с одной проездной и четырьмя глухими башнями. Третья линия укреплений состояла из рва со стоявшим на дне честиком и надолб. Косой острог находился на противоположенном низменном берегу Шачи и защищал Казачью слободу. Он имел две проездные и пять глухих башен. Протяжённость стен составляла 1851 м. Общая протяжённость стен Шацкой крепости составляла таким образом 3571 м.
В начале XVIII века Шацкий кремль перестроили, заменив ветхую рубленую стену острожной. Однако, в целом, крепость, судя по донесениям комендантов, не годилась к обороне ни от крупных крымских набегов, ни от пугачёвцев, но город так и не подвергся нападениям. 